# Berliner Schulgesetz
Das aktuelle Schulgesetz für das Land Berlin (SchulG) gibt es seit dem 26. Januar 2004. Historisch ist es das dritte Schulgesetz seit dem Kriegsende 1945. Alle drei bisherigen Schulgesetze sind durch Änderungsgesetze immer wieder verändert worden, um Bildungsreformen, Vereinbarungen der Kultusministerkonferenz (KMK) und kurzfristige Erfordernisse wie Besonderheiten in der Corona-Epidemie umzusetzen.

## Gesetzesstruktur
Das Gesetz ist wie folgt strukturiert:
- Teil I: Auftrag der Schule und Recht auf Bildung und Erziehung, Anwendungsbereich (§ 1 - § 6)
- Teil II: Schulgestaltung (§ 7 - § 16)
  - Abschnitt I: Selbstständigkeit, Eigenverantwortung, Qualitätssicherung (§ 7 - § 9)
  - Abschnitt II: Gestaltung von Unterricht und Erziehung (§ 10 - § 16)
- Teil III: Aufbau der Schule (§ 17 - § 40)
  - Abschnitt I: Gliederung und Organisation (§ 17 - § 19)
  - Abschnitt II: Primarstufe (§ 20)
  - Abschnitt III: Sekundarstufe I (§ 21 - § 27)
  - Abschnitt IV: Sekundarstufe II (§ 28 - § 35)
  - Abschnitt V: Sonderpädagogische Förderung (§ 36 - § 39)
  - Abschnitt VI: Weitere Bildungsgänge (§ 40)
- Teil IV: Schulpflicht (§ 41 - § 45)
- Teil V: Schulverhältnis (§ 46 - § 66)
  - Abschnitt I: Allgemeine Bestimmungen (§ 46 - § 53)
  - Abschnitt II: Aufnahme in die Schule (§ 54 - § 57)
  - Abschnitt III: Lernerfolgsbeurteilung, Versetzung, Prüfungen, Anerkennungen (§ 58 - § 61)
  - Abschnitt IV: Maßnahmen bei Erziehungskonflikten (§ 62 - § 63)
  - Abschnitt V: Datenschutz (§ 64 - § 66)
- Teil VI: Schulverfassung (§ 67 - § 93)
  - Abschnitt I: Schulpersonal, Schulleitung (§ 67 - § 74a)
  - Abschnitt II: Schulkonferenz (§ 75 - § 78)
  - Abschnitt III: Konferenzen der Lehrkräfte und pädagogischen Mitarbeiterinnen und Mitarbeiter (§ 79 - § 82)
  - Abschnitt IV: Mitwirkung der Schülerinnen und Schüler in der Schule (§ 83 - § 87)
  - Abschnitt V: Mitwirkung der Erziehungsberechtigten in der Schule (§ 88 - § 91)
  - Abschnitt VI: Ergänzende Vorschriften (§ 92 - § 93)
- Teil VII: Schulen in freier Trägerschaft (§ 94 - § 104)
  - Abschnitt I: Allgemeine Bestimmungen (§ 94 - § 96)
  - Abschnitt II: Ersatzschulen (§ 97 - § 101)
  - Abschnitt III: Ergänzungsschulen (§ 102 - § 103)
  - Abschnitt IV: Ergänzende Bestimmungen (§ 104)
- Teil VIII: Schulverwaltung (§ 105 - § 109)
- Teil IX: Bezirks- und Landesgremien (§ 110 - § 115)
- Teil X: Gemeinsame Bestimmungen (§ 116 - § 121)
- Teil XI: Volkshochschulen, Musikschulen, Jugendkunstschulen, Jugendverkehrsschulen und Gartenarbeitsschulen (§ 123 - § 124a)
- Teil XII: Übergangs- und Schlussvorschriften (§ § 125 - § 131)

## Verfassungsrechtliche Vorgaben

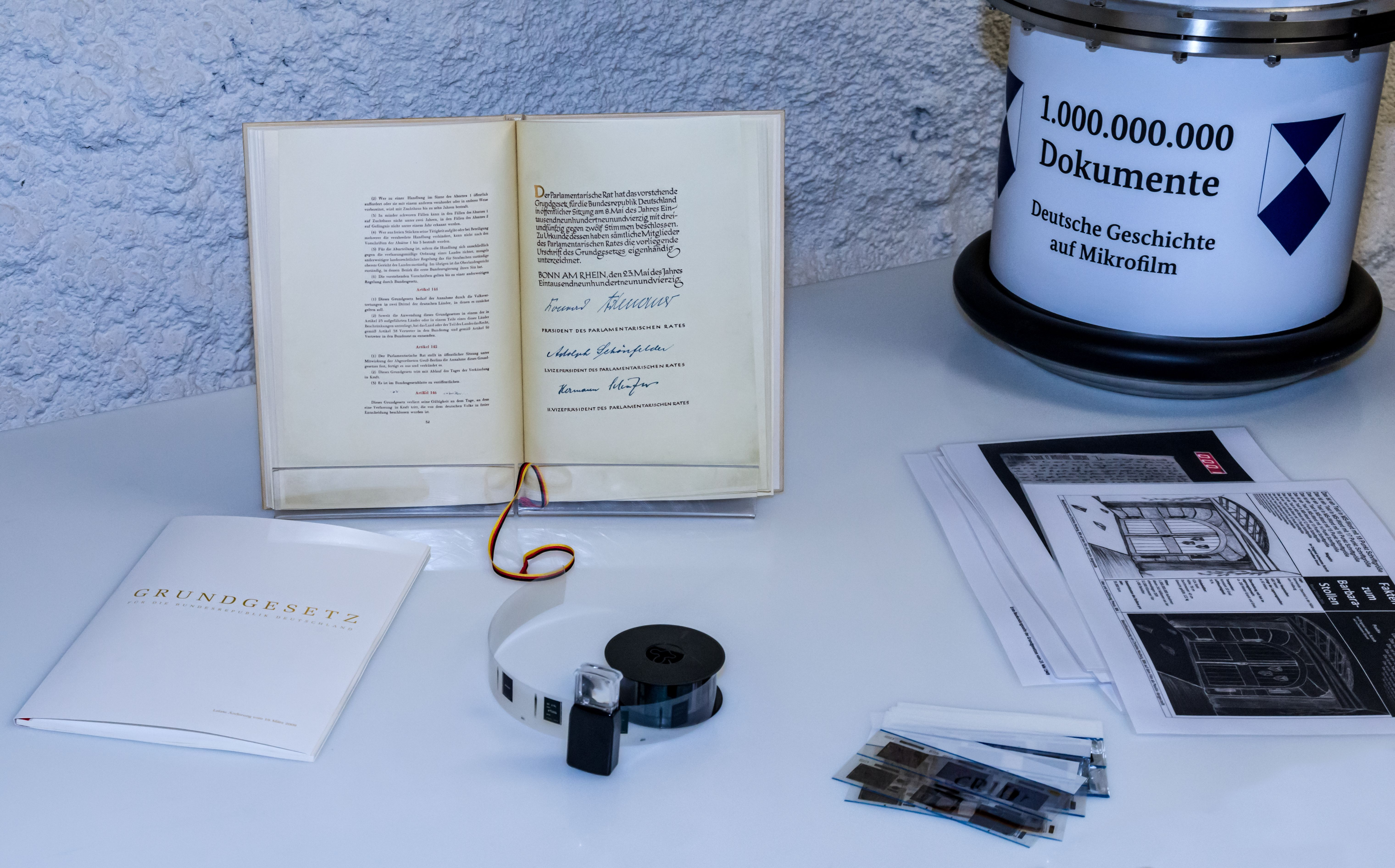
Grundgesetz für die Bundesrepublik Deutschland

Das Grundgesetz für die Bundesrepublik Deutschland trifft in Artikel 7 folgende Festlegungen:
(2) Die Erziehungsberechtigten haben das Recht, über die Teilnahme des Kindes am Religionsunterricht zu bestimmen.
(3) Der Religionsunterricht ist in den öffentlichen Schulen mit Ausnahme der bekenntnisfreien Schulen ordentliches Lehrfach. Unbeschadet des staatlichen Aufsichtsrechtes wird der Religionsunterricht in Übereinstimmung mit den Grundsätzen der Religionsgemeinschaften erteilt. Kein Lehrer darf gegen seinen Willen verpflichtet werden, Religionsunterricht zu erteilen.
(4) Das Recht zur Errichtung von privaten Schulen wird gewährleistet. Private Schulen als Ersatz für öffentliche Schulen bedürfen der Genehmigung des Staates und unterstehen den Landesgesetzen. Die Genehmigung ist zu erteilen, wenn die privaten Schulen in ihren Lehrzielen und Einrichtungen sowie in der wissenschaftlichen Ausbildung ihrer Lehrkräfte nicht hinter den öffentlichen Schulen zurückstehen und eine Sonderung der Schüler nach den Besitzverhältnissen der Eltern nicht gefördert wird. Die Genehmigung ist zu versagen, wenn die wirtschaftliche und rechtliche Stellung der Lehrkräfte nicht genügend gesichert ist.
(5) Eine private Volksschule ist nur zuzulassen, wenn die Unterrichtsverwaltung ein besonderes pädagogisches Interesse anerkennt oder, auf Antrag von Erziehungsberechtigten, wenn sie als Gemeinschaftsschule, als Bekenntnis- oder Weltanschauungsschule errichtet werden soll und eine öffentliche Volksschule dieser Art in der Gemeinde nicht besteht.
Auch die Verfassung von Berlin legt in Artikel 20 das Recht auf Bildung fest.

## Wesentliche Gesetzesinhalte

### Anwendungsbereich
Das Gesetz gilt für alle öffentlichen Schulen in Berlin. Für Privatschulen gilt es nur, sofern dies explizit bestimmt ist.

### Auftrag der Schule
Die Schule hat die Aufgabe, die Entfaltung der Schüler zu fördern und ihnen Urteilsfähigkeit, gründliches Wissen und Können zu vermitteln. Hierbei sollen die Schüler eine Persönlichkeit entwickeln, welche dem Nationalsozialismus entgegenstehen kann und Demokratie, Menschenwürde, Geschlechtergleichstellung, Völkerverständigung und der Verantwortung vor der Gesellschaft als wesentliche Grundwerte akzeptiert.

„Dabei sollen die Antike, das Christentum und die für die Entwicklung zum Humanismus, zur Freiheit und zur Demokratie wesentlichen gesellschaftlichen Bewegungen ihren Platz finden.“

### Recht auf Bildung und Erziehung
Jeder junge Mensch hat ein Recht auf Bildung und Erziehung. Das Gesetz dient insofern der Umsetzung des Artikels 20 der Verfassung von Berlin. Schulen müssen sich ein Schulprogramm geben, welches festlegt, wie das Recht auf Bildung und Erziehung verwirklicht werden soll.

### Ziele von Bildung und Erziehung
§ 3 des Schulgesetzes legt einen Katalog von Bildungs- und Erziehungszielen fest. Unter anderem zielt die Schulbildung auf selbstständige Meinungsbildung, Logik und Eigeninitiative, Konfliktbewältigung und Sport.

### Rechtsstellung der Schulen
Schulen sind nicht rechtsfähige Anstalten öffentlichen Rechts. Sie dürfen im Rahmen ihrer Zuständigkeiten für das Land Berlin handeln. Ihre Angelegenheiten regeln sie grundsätzlich in eigener Verantwortung. Schulträger aller öffentlichen Schulen in Berlin ist das Land Berlin. Die Bezirke selbst sind nicht rechtsfähig, weshalb sie auch nicht Träger von Schulen seien können. Sie nehmen jedoch als Teil der Berliner Landesverwaltung die Aufgaben der Schulverwaltung wahr, die nicht der Hauptverwaltung zugewiesen sind. Der Hauptverwaltung, konkret der Senatsverwaltung für Bildung, Jugend und Familie, obliegt insbesondere die Schulaufsicht.

### Religions- und Weltanschauungsunterricht
„Über die Teilnahme am Religionsunterricht entscheiden die Erziehungsberechtigten durch schriftliche Erklärung gegenüber der Schulleiterin oder dem Schulleiter. Nach Vollendung des 14. Lebensjahres steht dieses Recht den Schülerinnen und Schülern zu.“

„Wer nicht am Religionsunterricht teilnimmt, kann unterrichtsfrei gelassen werden.“

### Schulpflicht
Schulpflichtig ist, wer in Berlin seine Wohnung oder seinen gewöhnlichen Aufenthalt oder seine Ausbildungs- oder Arbeitsstätte hat. Die Schulpflicht beginnt mit Aufnahme in die Schule. Die allgemeine Schulpflicht dauert zehn Jahre, es müssen eine Grundschule und eine weiterführende Schule besucht werden. Nach der neunten Klasse darf die allgemeine Schulpflicht auch durch Besuch einer Berufsschule erfüllt werden. Im Anschluss beginnt die Berufsschulpflicht. Die Schulpflicht ist zwangsweise durchsetzbar und der Verstoß gegen sie bußgeldbewehrt.

### Schulgeldfreiheit
Schulgeld wird nicht erhoben.

### Erziehungs- und Ordnungsmaßnahmen
Erziehungsmaßnahmen sind das vorrangige Mittel zur Lösung von Erziehungskonflikten. Hatten diese keinen Erfolg, können Ordnungsmaßnahmen verhängt werden. Die Eltern sind über beide Arten zu unterrichten.

### Mitwirkung
Es werden Gremien für Schüler, Eltern und Lehrkräfte gebildet. Ferner gibt es gemeinsame und auch überschulische Versammlungen.

## Geschichte
Das erste Schulgesetz für (Groß-)Berlin wurde am 13. November 1947 von der Stadtverordnetenversammlung der noch ungeteilten Stadt beschlossen. Die Alliierte Kommandantur bestand auf der Bezeichnung Gesetz für Schulreform. Am 1. Juni 1948 trat dieses Gesetz nach der Genehmigung durch die Alliierten in Kraft. Darin wurde eine zwölfjährige Einheitsschule festgelegt, die nach der 8. Klasse in den Praktischen Zweig und den Wissenschaftlichen Zweig geteilt wurde. Durch die Spaltung der Stadt und die politische Anbindung der westlichen Sektoren an die Bundesrepublik Deutschland sowie durch das Ergebnis der Wahlen 1950 hat das neue Abgeordnetenhaus das Schulgesetz erstmals geändert. Mit weiteren Änderungen wurde die Einheitsschule aufgegeben und das westdeutsche dreigliedrige System eingeführt. In West-Berlin blieben die Bezeichnungen Oberschule Praktischen Zweiges (OPZ), Technischen Zweiges (OTZ), Wissenschaftlichen Zweiges (OWZ) für die einzelnen Schulzweige bis zum 6. Änderungsgesetz vom 5. August 1966 bestehen. Seitdem galten nach dem Hamburger Abkommen der Bundesländer die Bezeichnungen Hauptschule, Realschule und Gymnasium. Mit der Einführung der Gesamtschule im Jahr 1970 wurde wieder die Möglichkeit geschaffen, alle Kinder auch in der Oberschule gemeinsam zu unterrichten. 1978 wurde die allgemeine Schulpflicht auf 10 Jahre ausgeweitet.
Das zweite Schulgesetz für das Land Berlin ist datiert auf den 20. August 1980. Im Jahr 1984 wurde mit dem 17. Änderungsgesetz festgelegt, dass die Versetzung von Klasse 7 nach Klasse 8 grundsätzlich zu erfolgen hat, sofern die Eltern nicht widersprechen. Mit der Abschaffung der Nichtversetzung an dieser Stelle war die Idee einer Probezeit auf höheren Schulen aufgehoben. Durch die Wiedervereinigung Berlins 1990 wurden zahlreiche Übergangsregelungen notwendig. Im September 1990 verankerte das 22. Änderungsgesetz mit den Stimmen von SPD und Grüne/AL, der auch die Bildungssenatorin Sybille Volkholz angehörte, den prinzipiellen Anspruch auf Inklusion behinderter Schüler (unter Haushaltsvorbehalt). Das Berliner Schulgesetz galt in Ost-Berlin ab dem 1. August 1991 und erforderte auf drängenden Elternwunsch hin die Einrichtung vieler Gymnasien anstelle der Polytechnischen Oberschule.
Am 26. Januar 2004 trat das dritte Schulgesetz für das Land Berlin in Kraft, das die vielen Änderungen auf eine neue Rechtsbasis stellen und die Beziehungen zum Land Brandenburg erleichtern sollte, mit dem viele Schulkontakte bestehen. Am 5. Februar 2010 wurde es erheblich geändert: Bei Fortbestehen der Gymnasien sind Hauptschule und Realschule als Schulzweige zur Integrierten Sekundarschule oder Gemeinschaftsschule verschmolzen worden, auch Gesamtschulen gibt es nicht mehr, es besteht ein Zwei-Säulen-Modell. Weitere Änderungsgesetze folgten bis zur letzten Fassung vom 12. Oktober 2020. Sie betrafen auch den Status der Förderschulen, deren Schüler zunehmend Normalschulen besuchen sollen. Insgesamt gab es seit dieser Neufassung 43 Änderungsgesetze, von denen das letzte am 1. August 2024 in Kraft trat.